# Emmanuelle Chriqui
Emmanuelle Sophie Anne Chriqui (* 10. prosince 1977, Montreal, Kanada) je kanadská herečka, která hrála v řadě filmů, ale i televizních seriálů. Mezi její nejznámější role patří Dalia Hachbara ve filmu Zohan: Krycí jméno Kadeřník, Sloan McQuewick v seriálu Vincentův svět či Jodie v seriálu O.C.. V roce 2006 se umístila v žebříčku Hot 100, tedy 100 nejatraktivnějších žen, pánského časopisu Maxim na 37. místě. V lednu 2010 pak byla pánským internetovým časopisem AskMen.com zvolena nejžádoucnější ženou roku 2010.

## Životopis
Narodila se v Montrealu do sefardské ortodoxní židovské rodiny marockých imigrantů. Její matka se narodila v Casablance, otec v Rabatu a její příbuzní žijí v Izraeli. Ve dvou letech se s rodiči a dvěma sourozenci (starší bratr Serge a starší sestra Laurence) přestěhovala do Toronta. Již jako malá chodila do hodin herectví a herectví se věnovala i během studia na střední škole Unionville High School. Po absolvování střední školy se rozhodla věnovat herecké kariéře.

## Kariéra
Již v deseti letech vystupovala v televizních reklamách potravního řetězce McDonald's. V polovině 90. let se přestěhovala do Vancouveru a příležitostně hrála v televizních seriálech Bojíte se tmy?, Forever Knight, Agenti z podsvětí a Faktor Psí: Kronika paranormálních jevů. Její první hollywoodskou rolí byla vedlejší role ve filmu Detroit Rock City (1999). Později hrála v řadě filmů, jako 100 sladkých holek, Pach krve, Koho hledá Kevin? a V jednom kole. Za polibek ve filmu Koho hledá Kevin? byla nominovaná s Lancem Bassem na cenu Teen Choice Award.
Ve filmu Adam and Eve byla partnerkou Camerona Douglase v roli biblické Evy. V roce 2008 si zahrála ve filmu Zohan: Krycí jméno Kadeřník roli palestinské imigrantky žijící v New Yorku, do které se zamiluje izraelský imigrant ztvárněný Adamem Sandlerem. V roce 2008 si také zahrála po boku Beyoncé ve filmu Cadillac Records. O rok později si zahrála v komedii Ženy v nesnázích a v roce 2011 v jeho sequelu Elektra Luxx.
V roce 2018 získala jednu z hlavních rolí v seriálu stanice Fox Smrtící virus.

## Filmografie

### Film
| Rok  | Název                                | Role                   | Poznámky            |
| ---- | ------------------------------------ | ---------------------- | ------------------- |
| 1995 | The Donor                            | Patty                  |                     |
| 1999 | Detroit Rock City                    | Barbara                |                     |
| 2000 | Sněhová kalamita                     | Claire Bonner          |                     |
| 2000 | Ricky 6                              | Lee                    |                     |
| 2000 | 100 sladkých holek                   | Patty                  |                     |
| 2001 | Koho hledá Kevin?                    | Abbey                  |                     |
| 2003 | Pach krve                            | Carly                  |                     |
| 2003 | Rick                                 | Dukova trpící manželka |                     |
| 2005 | Candy Paint                          | Angela Martinez        | krátkometrážní film |
| 2005 | Hele kámo, kdo tu vaří?              | Tyla                   |                     |
| 2005 | Vrána 4: Pekelný kněz                | Lilly                  |                     |
| 2005 | Adam and Eve                         | Eve                    |                     |
| 2005 | V jednom kole                        | Dolly                  |                     |
| 2006 | Bloudící duše                        | sestra Jill            |                     |
| 2007 | Po sexu                              | Jordy                  |                     |
| 2008 | Srpen před bouří                     | Morela Sterling        |                     |
| 2008 | Zohan: Krycí jméno Kadeřník          | Dalia Hakbarah         |                     |
| 2008 | Muka                                 | Becky                  | video film          |
| 2008 | Cadillac Records                     | Revetta Chess          |                     |
| 2009 | Ženy v nesnázích                     | Bambi                  |                     |
| 2009 | Risk je zisk                         | Lucy Shanks            |                     |
| 2009 | Tom Cool                             | Chriqui                |                     |
| 2009 | Saint John of Las Vegas              | Tasty D Lite           |                     |
| 2010 | 13                                   | Aileen                 |                     |
| 2010 | 5 Days of War                        | Tatia                  |                     |
| 2010 | Elektra Luxx                         | Bambi                  |                     |
| 2011 | Girl Walks into a Bar                | Teresa                 |                     |
| 2011 | 5 Days of War                        | Tatia Meddevi          |                     |
| 2013 | Three Night Stand                    | Robyn                  |                     |
| 2014 | Situation amoureuse: C'est complique | Vanessa                |                     |
| 2014 | Fort Bliss                           | Alma                   |                     |
| 2014 | Krátká historie rozkladu             | Erika Bryce            |                     |
| 2015 | Vincentův svět                       | Sloan McQuewick        |                     |
| 2015 | Moji noví sourozenci                 | Marla                  |                     |
| 2018 | Superpoldové 2                       | Genevieve Aubois       |                     |
| 2018 | 7 Splinters in Time                  | Alise Spiegelman       |                     |
| 2018 | Hospitality                          | Donna                  |                     |
| 2018 | Omphalos                             | Alise Spiegelman       |                     |
| 2019 | Předvánoční večer                    | Madison                |                     |
| 2021 | Die in a Gunfight                    | Barbie                 |                     |
| 2022 | Cosmic Dawn                          | Natalie                |                     |

### Televize
| Rok       | Název                                     | Role                       | Poznámky                           |
| --------- | ----------------------------------------- | -------------------------- | ---------------------------------- |
| 1995      | Kung Fu: The Legend Continues             | Bumber                     | díl: „The Return of Sing Ling“     |
| 1995      | Harrison Bergeron                         | Jeannie                    | TV film                            |
| 1995      | Forever Knight                            | Jude Deshnell              | díl: „Black Buddha: Part 2“        |
| 1996      | Bojíte se tmy?                            | Amanda                     | díl: „The Tale of the Night Shift“ |
| 1996      | Traders                                   | Samira                     | díl: „The Natari Affair“           |
| 1997      | The Adventures of Sinbad                  | Serendib                   | díl: „Little Miss Magic“           |
| 1997      | Exhibit A: Secrets of Forensic Science    | Rachel                     | díl: „Sex Friend“                  |
| 1997      | Faktor Psí: Kronika paranormálních jevů   | Melissa                    | díl: „Mezi živými/Stín měsíce“     |
| 1997      | Tátou proti své vůli                      | Kayla                      | TV film                            |
| 1997–1998 | Vampire Princess Miyu                     | Hisae Aoki (hlas)          | hlavní role, 14 dílů               |
| 1998      | Ředitel má volno                          | Roxane                     | TV film                            |
| 1998      | Shattered Hearts: A Moment of Truth Movie | Cindy                      | TV film                            |
| 1998      | Police Academy: The Series                | Charlotte Ockleman         | díl: „Mr. I. Q.“                   |
| 1998      | Greener Fields                            | Megan                      | TV film                            |
| 1998      | Futuresport                               | Gonzales                   | TV film                            |
| 1998      | Alien Abduction: Incident in Lake County  | Renee                      | TV film                            |
| 2003      | Jake 2.0                                  | Theresa Carano             | díl: „Arms and the Girl“           |
| 2005      | O.C.                                      | Jodie                      | 2 díly                             |
| 2005      | Unscripted                                | Emmanuelle                 | 3 díly                             |
| 2005–2011 | Vincentův svět                            | Sloan                      | vedlejší role                      |
| 2006      | Podvod                                    | Emily                      | TV film                            |
| 2008–2009 | Robot Chicken                             | různé hlasy                | 2 díly                             |
| 2010      | Americký táta                             | různé hlasy                | 2 díly                             |
| 2010      | Phineas a Ferb                            | různé hlasy                | díl: „Summer Belongs to You!“      |
| 2011      | Kick Buttowski: Hrdina předměstí          | Kelly (hlas)               | díl: „Mow Money/Love Stinks!“      |
| 2011      | Borgiové                                  | Sancha                     | 3 díly                             |
| 2011–2012 | Thundercats                               | Cheetara (hlas)            | hlavní role, 21 dílů               |
| 2012–2013 | Tron: Povstání                            | Paige (hlas)               | hlavní role,15 dílů                |
| 2012–2013 | Mentalista                                | Lorelei Martins            | vedlejší role, 5 dílů              |
| 2013      | The Ordained                              | Sam                        | TV film                            |
| 2013–2014 | Beware the Batman                         | Sapphire Stagg (hlas)      | 2 díly                             |
| 2013–2014 | Cleaners                                  | Veronica                   | hlavní role, 18 dílů               |
| 2014      | Mžui sobě                                 | Sasha                      | díl: „I Take Thee, Gibbs“          |
| 2015      | Proč zabili Ježíše                        | Herodias                   | TV film                            |
| 2015      | The Grinder                               | Addison Cross              | 2 díly                             |
| 2015      | Murder in the First                       | Raphaelle 'Raffi' Veracruz | hlavní role, 12 dílů               |
| 2016–2017 | Shut Eye                                  | Gina                       | 13 dílů                            |
| 2019      | Smrtící virus                             | Dr. Lila Kyle              | hlavní role, 10 dílů               |
| 2021-2023 | Superman & Lois                           | Lana Lang, Lana-Rho        | hlavní role                        |

### Videohry
| Rok  | Název                   | Role    | Poznámky |
| ---- | ----------------------- | ------- | -------- |
| 2010 | Call of Duty: Black Ops | Numbers |          |